# Missèbo
Le quartier Missèbo est situé dans le cinquième arrondissement de Cotonou,, dans le département du Littoral au Bénin. Il est aussi l'endroit où se situe le deuxième plus grand marché de Cotonou après le marché Dantokpa. 
Le marché Missèbo,,, est lieu de vente par excellence de vêtements et chaussures plus précisément des friperies que l'on appelle au Bénin soit les « venus de France » soit les « Atchouta » en lange fongbé,,.
Selon un rapport de février 2016 de l'Institut National de la Statistique et de l'Analyse Economique (INSAE) du Bénin intitulé Effectifs de la population des villages et quartiers de ville du Bénin, le quartier Missèbo comptait 727 habitants en 2013,.